# Нибинг (Онтарио)
Нибинг (енгл. Neebing) је општина у Канади у покрајини Онтарио. Према резултатима пописа 2011. у општини је живело 1.986 становника.

## Становништво
Према резултатима пописа становништва из 2011. у граду је живело 1.986 становника, што је за 9,1% мање у односу на попис из 2006. када је регистровано 2.184 житеља.
| 2006. | 2011. |
| ----- | ----- |
| 2.184 | 1.986 |